# Cmentarz parafialny w Otwocku
Cmentarz w Otwocku lub cmentarz parafialny w Otwocku; właściwie cmentarz parafii św. Wincentego á Paulo w Otwocku – cmentarz rzymskokatolicki w mieście Otwock (aglomeracja warszawska) w powiecie otwockim, w województwie mazowieckim.
Zarządcą cmentarza jest parafia św. Wincentego á Paulo w Otwocku przy ul. Kopernika 1. Powstanie cmentarza jest bezpośrednio związane z powstaniem parafii w 1911 roku. Cmentarz mieści się przy ul. Michała Elwiro Andriollego 84. 
Cmentarz posiada internetową wyszukiwarkę grobów.

## Znane osoby pochowane na cmentarzu
- Zbigniew Chrupek (1931–2016) – ekonomista, profesor Uniwersytetu Warszawskiego[5]
- Antoni Fedorowicz (1931–1998) – nauczyciel, działacz harcerski, krajoznawczy i samorządowiec, prezydent Otwocka (1990–1994)[2]
- Julian Filipowicz (1895–1945) – dowódca wojskowy, generał dywizji Wojska Polskiego[6]
- Ignacy Gogolewski (1931–2022) – aktor teatralny i filmowy, reżyser, scenarzysta[7]
- Stanisław Iłowiecki (zm. 1944) – samorządowiec, burmistrz Otwocka[2]
- Jan Jobda (zm. 1980) – samorządowiec, burmistrz Otwocka[2]
- Mira Kubasińska (1944–2005) – piosenkarka, wokalistka blues-rockowych zespołów Blackout i Breakout[2]
- Gertruda Marciniak (zm. 1962) – siostra zakonna wyróżniona tytułem „Sprawiedliwy wśród Narodów Świata”[2]
- Strzeżymir Rawicz-Pruszyński (1856–1915) – działacz społeczny, założyciel i pierwszy komendant Otwockiej Straży Ogniowej (1913–1915)[2]
- Mieczysław Skrudlik (1887–1941) – historyk sztuki, pisarz katolicki
- Kazimierz Śladewski (1932–2003) – poeta, autor kilkunastu tomików wierszy, mieszkający w Otwocku w latach 1963–2003
- Ludwik Wolski (1881–1953) – duchowny rzymskokatolicki, ksiądz kanonik, działacz społeczny, wyróżniony tytułem „Sprawiedliwy wśród Narodów Świata”[2]